# Sutamarchán
Sutamarchán là một thị xã và đô thị ở Departamento of Boyacá, thuộc tỉnh Ricaurte của Colombia.